# Euploea walkeri
Euploea walkeri är en fjärilsart som beskrevs av Druce 1890. Euploea walkeri ingår i släktet Euploea och familjen praktfjärilar. Inga underarter finns listade i Catalogue of Life.